# Посольство України в Туркменістані
Посольство України в Туркменістані — дипломатична місія України в Туркменістані, знаходиться в Ашгабаті.

## Завдання посольства
Основне завдання Посольства України в Ашгабаті представляти інтереси України, сприяти розвиткові політичних, економічних, культурних, наукових та інших зв'язків, а також захищати права та інтереси громадян і юридичних осіб України, які перебувають на території Туркменістану та Афганістану.
Посольство сприяє розвиткові міждержавних відносин між Україною і Туркменістаном, Україною і Афганістаном на всіх рівнях, з метою забезпечення гармонійного розвитку взаємних відносин, а також співробітництва з питань, що становлять взаємний інтерес. Посольство виконує також консульські функції.

## Історія дипломатичних відносин
Туркменістан одним з перших визнав незалежність і суверенітет України — 20 грудня 1991 року.
10 жовтня 1992 року в Ашгабаті був підписаний Протокол про встановлення дипломатичних відносин між Україною і Туркменістаном, що набув чинності з дня підписання. У 1995 році в Києві і Ашгабаті започаткували роботу посольства України та Туркменістану.

## Будинок посольства
З травня 1995 по вересень 1997 р. Посольство України розташовувалося в готелі по вулиці Ногіна, 12. З 1 вересня 1997 р. Посольство України в Ашгабаті розміщується в посольському комплексі по вулиці Азаді, 49.
4 листопада 1997 р. було відкрито резиденцію Посла України в будинку по вулиці Кульмаммедова, 2

## Керівники дипломатичної місії
1. Чупрун Вадим Прокопович (1995—2004)
2. Майко Віктор Анатолійович (2004—2010)
3. Шевальов Валентин Миколайович (2010—2019)
4. Гошовський Зиновій Йосипович (2019—2020) т.п.
5. Майко Віктор Анатолійович (з 2020)